# Daïra de Ghardaïa
La daïra de Ghardaïa  est une daïra d'Algérie située dans la wilaya de Ghardaïa et dont le chef-lieu est la ville éponyme de Ghardaïa.

## Histoire
La daïra de Ghardaïa a été créée lors du découpage administratif de 1991, elle dépendait auparavant de la daïra de Berriane.